# Ivan Ferlež
Ivan Ferlež (partizansko ime Milan), slovenski podpolkovnik Jugoslovanske ljudske armade in publicist, * 20. februar 1913, Doliće, Hrvaška, † 10. marec 1983, Ljubljana.

## Življenje in delo
Pred 2. svetovno vojno je bil mizarski pomočnik; član Skoja je postal leta 1938. Maja 1941 je odšel v ilegalo in sredi julija v Molniško četo, bil nato med  drugim poveljnik narodne zaščite belokranjskega okrožja in narodne zaščite Slovenije. Po osvoboditvi je bil prvi poveljnik Ljudske milice Slovenije. Nato je opravljal odgovorne dolžnosti v generalštabu JLA. Sam ali v soavtorstvu je napisal dve monografiji in več knjig za mladino. Od leta 1955 je bil urednik slovenskega dela Zbornika dokumentov in podatkov o narodnoosvobodilni vojni jugoslovanskih narodov; je nosilec partizanske spomenice 1941.

## Monografije
- Druga grupa odredov in štajerski partizani 1941-1942 ((COBISS))
- Narodnoosvobodilna vojna na Slovenskem : 1941-1945 (COBISS)

## Izbrana bibliografija
- Siva druščina (COBISS)
- Medvedek (COBISS)